# Mauricio Fernández Garza
Mauricio Fernández Garza (Monterrey, Nuevo León, México; 12 de abril de 1950) es un empresario y político mexicano, miembro del Partido Acción Nacional, que se ha desempeñado como senador del estado de Nuevo León y presidente municipal en tres ocasiones en el municipio de San Pedro Garza García, en Nuevo León. Fue también candidato a gobernador de su estado natal en 2003. Dedica parte de su tiempo a la promoción cultural y ha logrado reunir una vasta colección de arte y fósiles.

## Biografía

### Estudios y participación en el ámbito empresarial
Mauricio nació en Monterrey, Nuevo León, el 12 de abril de 1950, sus padres fueron Alberto Fernández Ruiloba, uno de los fundadores del Partido Acción Nacional en el estado, y Margarita Garza Sada, hija del empresario regiomontano Roberto Garza Sada, fundador junto con su hermano Eugenio y otros empresarios, del denominado Grupo Monterrey, uno de los consorcios industriales más importantes de México.
Realizó sus estudios de pregrado en la Universidad de Purdue, en el estado de Indiana, en Estados Unidos, donde se graduó en administración industrial en 1970. Cursó estudios de posgrado en economía en la Universidad Autónoma de Nuevo León, se graduó en Administración en el IPADE en 1972 y obtuvo su maestría en administración en el Tecnológico de Monterrey en 1974.
En el campo de los negocios ha sido consejero de diversas empresas como BBVA Bancomer,  Grupo Industrial Alfa, Versax, Hylsamex, Sigma Alimentos, Alpek y Pigmentos y Óxidos. Fue también director de Finanzas y Planeación del Grupo Conductores de Monterrey; director de Casolar, en el Grupo Alfa; presidente y fundador de Dispersiones Múltiples; fundador y socio de Internacional Textil Corporation en La Habana, Cuba; presidente y fundador de Comercializadora de Puros, también en Cuba; socio fundador de Uniser; y socio fundador y presidente del consejo de la empresa Especialidades Cerveceras.

### Trayectoria política
Fernández Garza fue consejero del Partido Acción Nacional de Nuevo León y a nivel nacional. Ha sido electo tres veces como alcalde de San Pedro Garza García, el municipio más rico de América Latina, en los periodos de 1989-1991, 2009-2012 y 2015-2018. Fue senador de la república en las Legislaturas LVI y LVII del Congreso de la Unión de 1994 - 2000, tiempo durante el que además desempeñó el cargo de presidente de la Comisión de Cultura del senado y participó como vicepresidente en otras dos comisiones senatoriales. Además, fue candidato a diputado federal en 1985 y a gobernador del estado de Nuevo León en 2003.
Como político se ha caracterizado por ser un personaje controvertido debido a su belicosidad, a sus declaraciones polémicas y a sus fuertes críticas al gobierno, que generan simpatías y antipatías.
En enero de 2018 anunció su intención de buscar por cuarta ocasión la presidencia municipal de San Pedro Garza García, N.L. Más tarde ese mes mencionó que no contendería con otros aspirantes después de que su partido rechazó elegir al candidato por designación directa, por lo que descartaba su posible reelección.
En diciembre de 2023, anunció que contendría por la alcaldía de San Pedro nuevamente bajo el PAN, y en marzo del año siguiente presentó su planilla de regidores y síndicos. Durante el debate organizado por el Instituto Estatal Electoral y de Participación Ciudadana de Nuevo León, el 5 de mayo de 2024, abandonó el recinto después de recibir críticas por parte de la candidata de Movimiento Ciudadano, Lorenia Canavati, y no poder replicar a ellas. Durante el Encuentro Ciudadano, debate organizado por el periódico El Norte, declaró ser el único candidato que se enfoca en la gobernabilidad.

### Actividades culturales
Fernández Garza ha dedicado parte de su tiempo a la promoción de la cultura y el arte. También es coleccionista de arte, fósiles y monedas. Según el periódico mexicano El Economista: «[...] es uno de los coleccionistas más importantes a nivel nacional y de Latinoamérica».
Participó como consejero del Ballet de Monterrey, del Museo de Historia Mexicana y del Consejo para la Cultura y las Artes del estado de Nuevo León. Fue presidente del patronato del Museo de Arte Contemporáneo de Oaxaca, del Club Sembradores de Amistad de Monterrey, de la Sociedad Numismática de Monterrey y del Comité Técnico para la Preservación y Conservación del casco histórico de García, Nuevo León. Además es benefactor del Museo Franz Mayer.
Puso en marcha el proyecto de esculturas urbanas para la Ciudad de Monterrey; el taller de artes y oficios «Artesanarte», que tiene la finalidad de rescatar la técnicas artesanales mexicanas; el Museo del Ojo; y el Museo de Arte Popular la Casa Rosa, estos dos últimos ubicados en el municipio de García. También promovió la presencia de la obra escultórica de los artistas Luis Barragán, Rufino Tamayo y Francisco Toledo en la ciudad de Monterrey.
El empresario y político escribió dos libros, Las monedas municipales mexicanas (1979) y La Milarca (2009). El primero, enfocado en numismática, ofrece datos y anécdotas sobre la historia de las monedas emitidas a nivel municipal. El segundo es una descripción de su casa museo, a la que denominó «La Milarca», y una reseña de las colecciones que ahí se exhiben. El libro explica la evolución de la construcción y detalla la arquitectura de la casa, que tiene como techo un artesonado de estilo mudéjar del siglo XVI que alguna vez perteneció a la Antigua Universidad Renacentista de Almagro y que fue propiedad de William Randolph Hearst. En mayo de 2024, se inaugura el museo La Milarca dentro del parque Rufino Tamayo, una réplica de la casa de Fernández que alberga fósiles y objetos relacionados con la historia de Nuevo León.
En 2017, durante su alcaldía, presentó ante la comunidad científica el Mauriciosaurus Fernandezi, un plesiosauroide policotílido de aproximadamente 90 millones de años encontrado en Vallecillo, Nuevo León, en 2011. Junto al Monstruo de Aramberri, el fósil está en exhibición en el Papalote Museo del Niño de Monterrey.

## Reconocimientos
Fernández Garza fue galardonado por la Sociedad Numismática de México que le otorgó el «Premio Manuel Romero de Terreros» a la mejor investigación numismática por su libro Las monedas municipales mexicanas en 1979. En 1980, la Confederación Revolucionaria de Obreros y Campesinos (CROC) le concedió el premio «La Rana de Oro» por su contribución al turismo. En 1981, el alcalde de la ciudad de Houston, Texas, le entregó las «Llaves de la Ciudad», una distinción honorífica que suele entregarse por parte de una municipalidad.

## En la cultura pop
Su trayectoria como edil ha quedado registrada en un documental realizado por el periodista y escritor Diego Enrique Osorno, denominado El Alcalde, que fue estrenado el 19 de agosto de 2012 en la octava edición del Festival Internacional de Cine de Monterrey.Asimismo, la serie televisiva Sierra Madre: Prohibido Pasar, creada por Osorno y Gabriel Nuncio, está inspirada en la vida de Fernández y sus inicios en la política local.